# Gangdong
Gangdong är en ort i Kina. Den ligger i provinsen Hunan, i den södra delen av landet, omkring 210 kilometer väster om provinshuvudstaden Changsha. Antalet invånare är 1 380.
Runt Gangdong är det tätbefolkat, med 343 invånare per kvadratkilometer. Närmaste större samhälle är Shuitianzhuang, 15,1 km norr om Gangdong. I omgivningarna runt Gangdong växer i huvudsak blandskog.
Genomsnittlig årsnederbörd är 1 921 millimeter. Den regnigaste månaden är maj, med i genomsnitt 308 mm nederbörd, och den torraste är december, med 52 mm nederbörd.